# 宝田直人
宝田 直人（たからだ なおと、8月10日 - ）は、日本の男性声優。東京都出身。アンドピクセル/劇団東京都鈴木区所属。

## 来歴・人物
2011年2月に行われた劇団東京都鈴木区第1回スズキクキカク公演『ヘッドライン×デッドライン』に出演したことがきっかけとなり、
その後劇団東京都鈴木区の舞台に数回出演。2012年9月､純メンバーとして加入する。
2013年7月に同劇団にて行われた「キミがNo.1☆」（再演）～彼“女”は、サ、サ、サ、サイボーグ!? ver.～にて初主演を果たす。
2013年に劇団東京都鈴木区で「ヒーロー ア ゴーゴー！」～屋上編&遊園地編～で共演した間島淳司と交流があり、ブログに度々名前が登場する。

## 出演

### テレビアニメ
- ムヒョとロージーの魔法律相談事務所（2018年 - 2020年[4]、地縛霊[5]、声・顔の霊[4]、丸霊[6]、オニコマイヌ[7]、葉影の番人[8] 他） - 2シリーズ[一覧 1]
- 休日のわるものさん（2024年、おとなりさん[9]）
- 異世界でもふもふなでなでするためにがんばってます。（2024年、兵士[10]）
- ぬきたし THE ANIMATION（2025年、イクイクセーシ[11]）

### ゲーム
- クリエイティブRPG 蒼空のフロンティア（2009年、ルシウス・エターナル）
- クリミナルガールズX（2020年、モブ[12]）

### ドラマCD
- ふぁみ☆レス1・2（2005年、田島和也）

### 舞台
- 遠い日々の人

2007年 8月22日(水)～8月26日(日)
Doa The・声優塾 B2 アトリエ
西山時雄 役
- 天使の殺人

2008年 8月21日(木)～24日(日)
Doa The・声優塾 B2 アトリエ
青江七郎 役
- 新版恋愛戯曲

2009年 7月24日(金)～26日(日)
Doa The・声優塾 B2 アトリエ
杉村仁 役
- 劇団東京都鈴木区プロデュース

第1回スズキクキカク公演
『ヘッドライン×デッドライン』
2011年2月22日(火)、23日(水)
- 東京ストーリーテラー 2011冬公演

『桐の林で二十日鼠を殺すには』
2011年12/3(土)～12/11(日)
雑誌記者・下坂 役
- 劇団東京都鈴木区プロデュース

第2回スズキクキカク公演
『ヘッドライン×デッドライン ダッシュ』
2012年2月21日(火)～23(木)
- 劇団東京都鈴木区 第5回公演

『ヒーロー ア ゴーゴー！』
2012年6月20日(水)～24(日)
- 劇団東京都鈴木区第6回公演

『キミが、No.1☆～彼は、サ、サ、サ、サイボーグ!?～』
- - 同時上演『デカ長･園田獄太郎の憂鬱』

2012年8月30日(木)～9月2日(日)
六田法助 役
- 「宇宙の旅、セミが鳴いて」

2012年10月12日(金)～15日(月)
宝 滋 役
- 朗読音楽劇

激奏三国志～Soul of Rock～
2012年11月11日（日）
田町STUDIO CUBE326 2F ARK
周倉（スピアー）役
- 劇団東京都鈴木区 第7回公演

『ヒーロー ア ゴーゴー！』
～デパート屋上編＆遊園地編～
2013年3月13日(水)～24日(日)
芦田 鳴 役
- 劇団東京都鈴木区 第8回公演

『キミが、No.1☆』
彼“女”は、サ、サ、サ、サイボーグ!? ver.
2013年7月20日(土)21日(日)
イット役（主演）
- 劇団東京都鈴木区

『いるわけないしっ！』
2025年7月15日(火)～21日(月)〈予定〉

### イベント
- CLOVER HONEY主催ライブ(名称未定)

2009/12/5(土) 神楽坂EXPLOSION

- 声優たちと狩りに行こう！～2011年葉月の陣～

2010年8月21日(日)
会場 LittleBSD
- 秋葉原ダーツカーニバル響MC

2011年5月～

### その他コンテンツ
- まじポン！第65・66回ゲスト（2013年6月29日・7月6日）
- ツイキャス

「宝田直人の ぶらっくほーるあわ～」

### シリーズ一覧
1. ↑  第1期（2018年）、第2期（2020年）